# 張致遠 (苗栗)
張致遠（1948年2月20日—2015年2月9日），本名張瑞恭，臺灣苗栗縣頭份市客家人，登山家、電視製作人、專研臺灣客家人與北臺灣原住民的文史工作者。

## 生平

### 民俗研究
本名張瑞恭的張致遠父親張紹成是小學校長，母張劉玉枝為小學教師，其餘親戚也多從事教職。張致遠小時成績優秀，為頭份國小第一名畢業。
張致遠在中國文化大學研究所時，鑽研文化人類學。1971年軍中退伍後，他思索著弱勢族群更需要研究。1982年，他擔任《野外雜誌》特約，走訪桃園縣與苗栗縣的泰雅族部落，將各部落的地理景觀、自然生態、現有人口、文化特質等都記錄下來。事後，他將文章結集出版成書《泰雅族風情》。
1983年5月1日，張致遠替《野外雜誌》前往花蓮縣探訪泰雅族的聖石時，認識萬榮鄉西林國小教師張秀美。張秀美為賽德克族，和溫梅桂是1979年《五燈獎》冠軍。7月30日，張致遠和張秀美在頭份鎮教堂結婚。兩人日後育一女一男。
1985年8月，張致遠與地方人士創辦《三台雜誌》月刊。此以客家和原住民的庶民生活為的雜誌以新台幣一百元販售，訂戶卻只有一千五百多位，又一期花費三十幾萬印刷，三年十八期下來負債五百多萬，導致張致遠以七年多才還清。身為表哥的陳運棟說當初創辦《三台雜誌》時很多人都說表弟是瘋子，但表弟還是堅持下去。1987年7月，張致遠開辦《大龍港雜誌》，為評論社會時事的雙周刊。
1989年年1月1日起，台視播出的客語發音節目《鄉親鄉情》，其中「客家風情」單元由張致遠執掌與採訪。張致遠談起這長達十年半、五百四十三集的節目，說雖然辛勞，但就是他的堅持。他將這些資料、照片，寫成《苗栗客家風情》一書，於2018年3月14日在苗栗縣國際文化觀光局發表。此外，他還參與多部地方誌書撰述，並發行《四縣客音字典》等客語和原住民語文工具書。這套客音字典獲溫送珍大量購買，贈與苗栗山區的國中小。2001年，張致遠與黃鼎松、陳運棟、湯慧敏、張金松合作，針對中港溪流域的名勝古蹟、歷史文化、自然風景等，編纂《中港溪流淌悠悠》一書。
張致遠也研究賽夏族文化，寫有《賽夏史話─矮靈祭》。2004年艾利颱風時，張致遠在風雨停歇後次日即偕助手揹負糧食與水酒，翻越多處崩坍地，進入受困的南鄉鹿場部落慰訪，而為原住民所稱道。

### 登山活動
張致遠在學生時就體育頗佳，是建國中學撐竿跳及萬米長跑紀錄保持人與橄欖球隊員，也是東吳大學連任四年橄欖球隊長。1984年7月10日，張致遠與賴永貴、張勝二組成登山隊，自南湖大山開始，沿途拍攝千餘張幻燈片，最後在卑南主山以四十二天完成中央山脈大縱走。張致遠在獅頭山爬山結識了王一志。
1994年3月15日，張致遠與賴永貴率領拾方方、葉進福、張合助、吳朝淵、張行健、劉劍華、林照雄、宋義雄、許延忠、王金榮、李毅然、胡瑞發從臺北出發，攀爬聖母峰。但因拾方方山難，其父拾禮周便於次年9月具狀向新竹地方法院以「過失致人於死」提告領隊張致遠和隊長賴永貴。
2004年3月到11月，張致遠組隊踏勘雪霸國家公園七條高山步道，並對各步道的水源地進行水質檢測，最後依照國際登山安全五等級制為步道分級，作出報告。

### 去世
為了保育台灣山川環境、傳承與自身的客家文化，張致遠分別成立「福爾摩沙荒野保育協會」和「張致遠文化工作室」。
張致遠常頻繁前往原住民部落中，為與長老們搏感情常抽菸喝酒。陳運棟回憶，很多人看到張致遠的第一印象是瘋瘋癲癲地拿著米酒。後來，張致遠身體每下愈況，需靠妻子照顧，2015年2月8日因高燒急診，次日中午在睡夢中因心臟衰竭去世，以基督教儀式安葬。同年5月，客委會為感謝張致遠，追頒客家貢獻獎公共事務及海外推廣類。